# Rossfeld
Rossfeld est une commune française située dans la circonscription administrative du Bas-Rhin et, depuis le 1er janvier 2021, dans le territoire de la Collectivité européenne d'Alsace, en région Grand Est.
Cette commune se trouve dans la région historique et culturelle d'Alsace.

## Géographie
La commune fait partie du Ried, cette zone allant de Colmar jusqu'au sud de Strasbourg.
Le village est à 6 km au sud-est de Benfeld, entre Herbsheim et Witternheim, Rossfeld est un des derniers villages au nord du Grand Ried. Il s'est développé de part et d'autre de la rivière Zembs - en particulier sur sa rive gauche - sur une levée récente bordant le Ried de l'Ill à l'ouest. Sur la levée dominent les cultures, dans le Ried (Ried gris) les prés, et les bois.
Le village est à une altitude de 160 mètres.
| Huttenheim  | Benfeld     | Herbsheim   |
| sermersheim | Rossfeld    | Boofzheim   |
| Hilsenheim  | Witternheim | Friesenheim |

### Cours d'eau
- La Zembs.

### Hydrographie

#### Réseau hydrographique
La commune est dans le bassin versant du Rhin au sein du bassin Rhin-Meuse. Elle est drainée par la Zembs, le ruisseau le Hanfgraben et le ruisseau Krautlandergraben,.
La Zembs, d'une longueur de 25 km, prend sa source dans la commune de Hilsenheim et se jette  dans le canal d'alimentation de l'Ill à Nordhouse, après avoir traversé onze communes. Les caractéristiques hydrologiques de la Zembs [Ried] sont données par la station hydrologique située sur la commune de Herbsheim. Le débit moyen mensuel est de 1,6 m3/s. Le débit moyen journalier maximum est de 8,07 m3/s, atteint lors de la crue du 6 février 2021. Le débit instantané maximal est quant à lui de 8,24 m3/s, atteint le même jour.

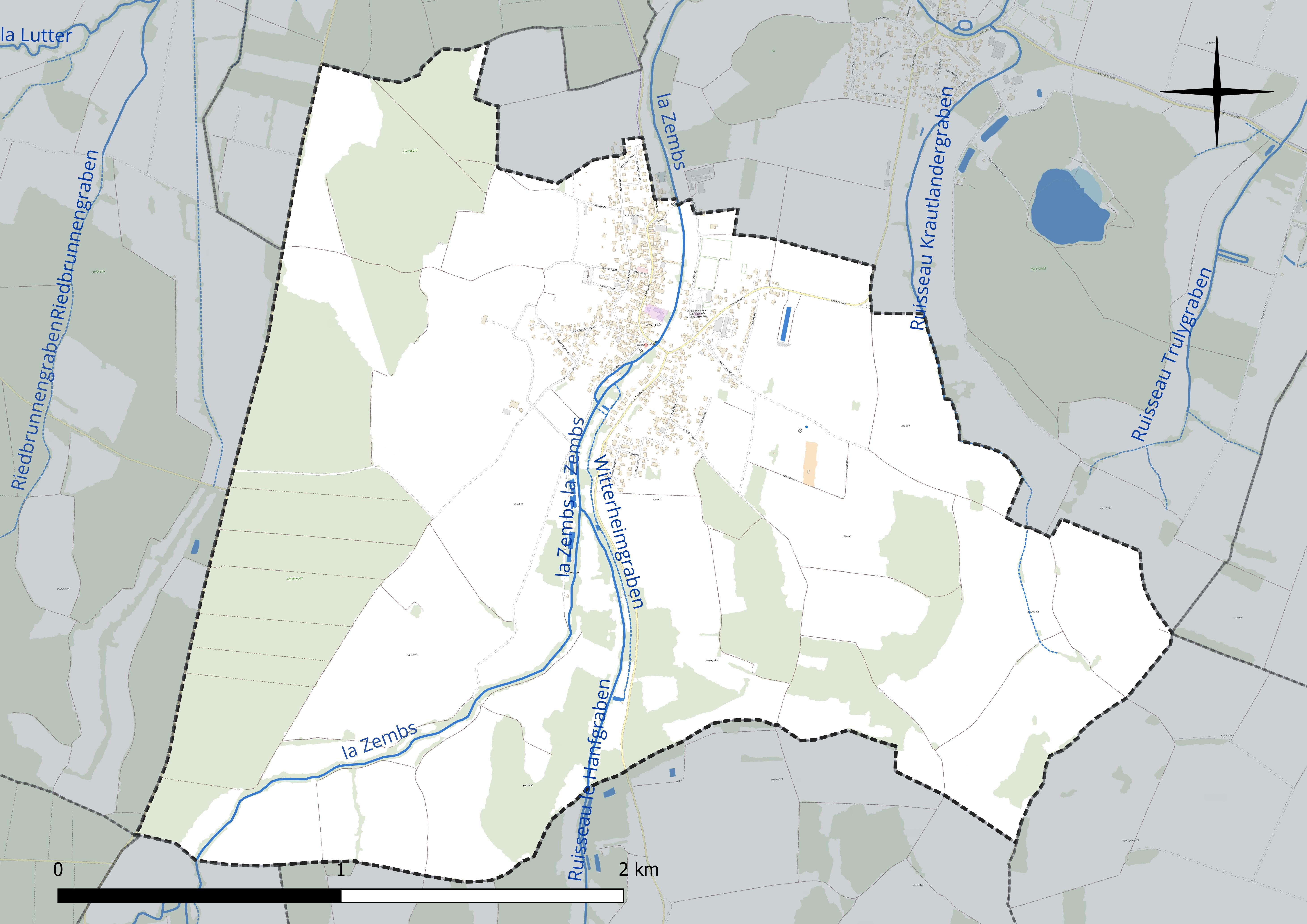
Réseau hydrographique de Rossfeld.

Le Hanfgraben, d'une longueur de 15 km, prend sa source dans la commune de Bœsenbiesen et se jette  dans la Zembs sur la commune, après avoir traversé sept communes. 

#### Gestion et qualité des eaux
Le territoire communal est couvert par le schéma d'aménagement et de gestion des eaux (SAGE) « Ill Nappe Rhin ». Ce document de planification concerne la nappe phréatique rhénane, les cours d'eau de la plaine d'Alsace et du piémont oriental du Sundgau, les canaux situés entre l'Ill et le Rhin et les zones humides de la plaine d'Alsace. Le périmètre s’étend sur 3 596 km2. Il a été approuvé le 17 janvier 2005. La structure porteuse de l'élaboration et de la mise en œuvre est la région Grand Est. 
La qualité des cours d’eau peut être consultée sur un site dédié géré par les agences de l’eau et l’Agence française pour la biodiversité.

#### Risques d'inondation
La vallée de l'Ill comme l'ensemble du département a connu plusieurs inondations importantes. On peut citer au 20e siècle, les crues de 1910, 1919, 1947, 1955, 1983 et 1990 notamment qui ont causé de nombreux dégâts (destructions de ponts, inondations de zones industrielles et d’ agglomérations). Les inondations de l'Ill ont lieu essentiellement en période hivernale et printanière à la suite de pluies abondantes parfois associées à la fonte du manteau neigeux. Les crues de 1983 et de 1990 ont présenté une période de retour entre 20 et 50 ans. Afin d'anticiper et de gérer une éventuelle inondation, un Plan de prévention des risques d'inondation de l'lll  a été approuvé par arrêté préfectoral le 30 janvier 2020. 
31 % de la superficie du ban communal sont concernés par le risque inondation. Plusieurs secteurs de la zone urbanisée sont concernés par des aléas faible ou moyen de la zone inondable : le quartier rue de Witternheim – rue des Orchidées – rue Kreuzel, celui des rues de la Division Leclerc - Rue Ignace Dambach - Rue de Huttenheim – Rue du Moulin et le secteur rue du Stade et le fond des parcelles rue Principale.

### Climat
Pour des articles plus généraux, voir Climat du Grand Est et Climat du Bas-Rhin.
En 2010, le climat de la commune est de type climat des marges montargnardes, selon une étude du Centre national de la recherche scientifique s'appuyant sur une série de données couvrant la période 1971-2000. En 2020, Météo-France publie une typologie des climats de la France métropolitaine dans laquelle la commune est exposée à un climat semi-continental et est dans la région climatique  Alsace, caractérisée par une pluviométrie faible, particulièrement en automne et en hiver, un été chaud et bien ensoleillé, une humidité de l’air basse au printemps et en été, des vents faibles et des brouillards fréquents en automne (25 à 30 jours). 
Pour la période 1971-2000, la température annuelle moyenne est de 10,7 °C, avec une amplitude thermique annuelle de 17,8 °C. Le cumul annuel moyen de précipitations est de 612 mm, avec 7,8 jours de précipitations en janvier et 9,6 jours en juillet. Pour la période 1991-2020, la température moyenne annuelle observée sur la station météorologique de Météo-France la plus proche, « Sélestat Sa », sur la commune de Sélestat à 15 km à vol d'oiseau, est de 11,4 °C et le cumul annuel moyen de précipitations est de 621,1 mm. 
La température maximale relevée sur cette station est de 39,3 °C, atteinte le 13 août 2003 ; la température minimale est de −17 °C, atteinte le 20 décembre 2009,,. 
Les paramètres climatiques de la commune ont été estimés pour le milieu du siècle (2041-2070) selon différents scénarios d'émission de gaz à effet de serre à partir des nouvelles projections climatiques de référence DRIAS-2020. Ils sont consultables sur un site dédié publié par Météo-France en novembre 2022.

## Urbanisme

### Typologie
Au 1er janvier 2024, Rossfeld est catégorisée bourg rural, selon la nouvelle grille communale de densité à sept niveaux définie par l'Insee en 2022.
Elle est située hors unité urbaine. Par ailleurs la commune fait partie de l'aire d'attraction de Strasbourg (partie française), dont elle est une commune de la couronne,. Cette aire, qui regroupe 268 communes, est catégorisée dans les aires de 700 000 habitants ou plus (hors Paris),.

### Occupation des sols
L'occupation des sols de la commune, telle qu'elle ressort de la base de données européenne d’occupation biophysique des sols Corine Land Cover (CLC), est marquée par l'importance des territoires agricoles (61,7 % en 2018), en diminution par rapport à 1990 (64,6 %). La répartition détaillée en 2018 est la suivante : 
terres arables (32,9 %), forêts (29,8 %), zones agricoles hétérogènes (23,5 %), zones urbanisées (8,5 %), prairies (5,3 %). L'évolution de l’occupation des sols de la commune et de ses infrastructures peut être observée sur les différentes représentations cartographiques du territoire : la carte de Cassini (XVIIIe siècle), la carte d'état-major (1820-1866) et les cartes ou photos aériennes de l'IGN pour la période actuelle (1950 à aujourd'hui).

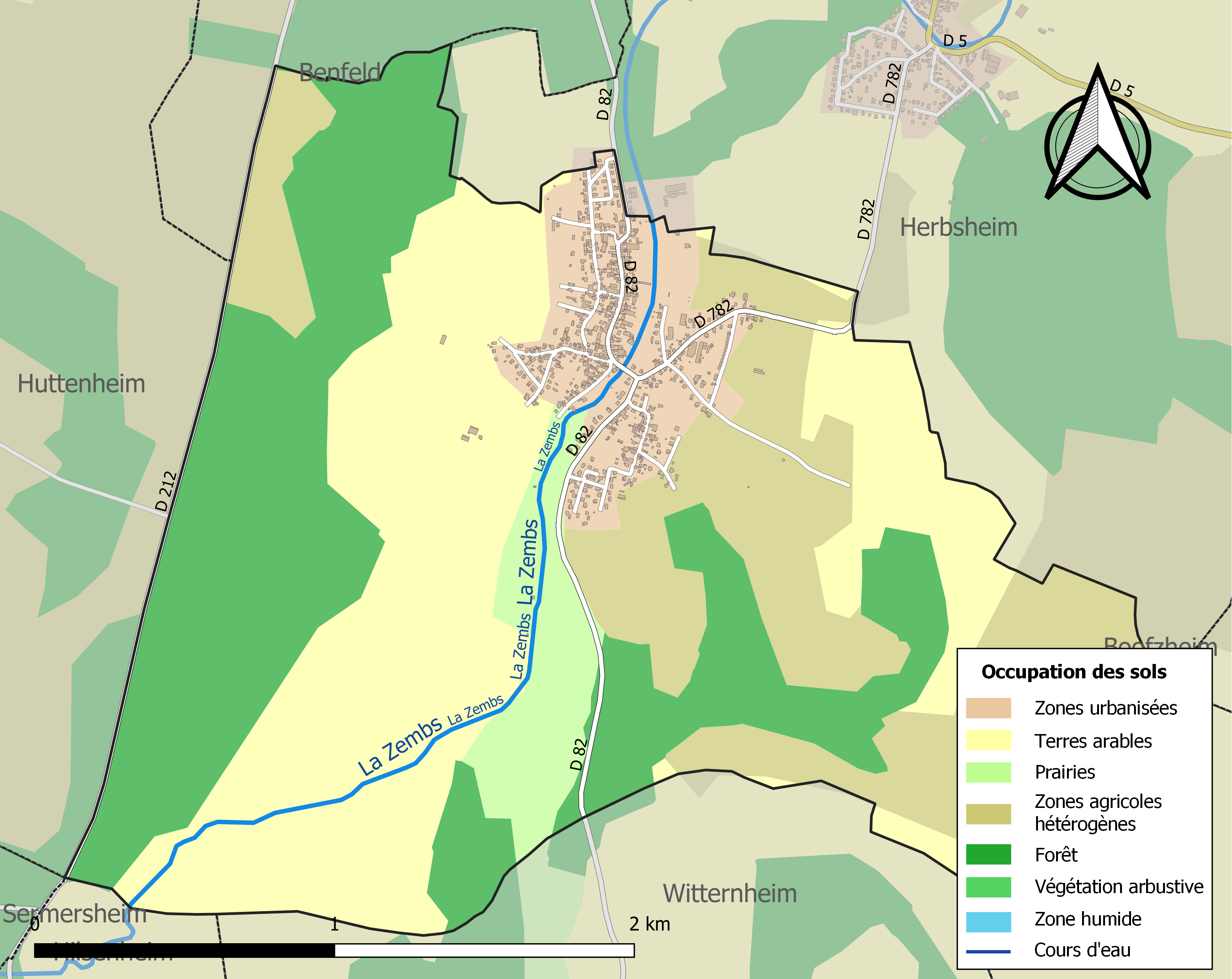
Carte des infrastructures et de l'occupation des sols de la commune en 2018 (CLC).

## Toponymie
Du germanique hros («cheval») et feld (« champ »).

## Histoire
Il était une fois une belle ferme cachée dans la forêt riveraine de la Zembs, entre l'Ill et le Rhin et dont le nom était « Rosevelt ». C'était à l'aube du XIVe siècle. Les habitants se livraient à la pêche, à la chasse, au défrichement de la forêt et surtout à la culture des terres ainsi gagnées.
Le nom du hameau grandissant a évolué et nous trouvons Rossefeld en 1450, Rossenfeldt en 1359, puis couramment Rossfald et Rossfeld dans les écrits du XVIe siècle. Le village, de vocation surtout agricole, semble avoir été dès l'origine la propriété des évêques de Strasbourg et ceci jusqu'à la Révolution française. Il n'y est jamais question de résidence seigneuriale, encore moins de château. La population, qui comptait un peu plus de trois-cents habitants au début du XIXe siècle, a doublé en l'espace de cent ans, (698 habitants en 1900) et ce chiffre, après une petite baisse au milieu du XXe siècle, est remonté aujourd'hui à 777 habitants (2005).

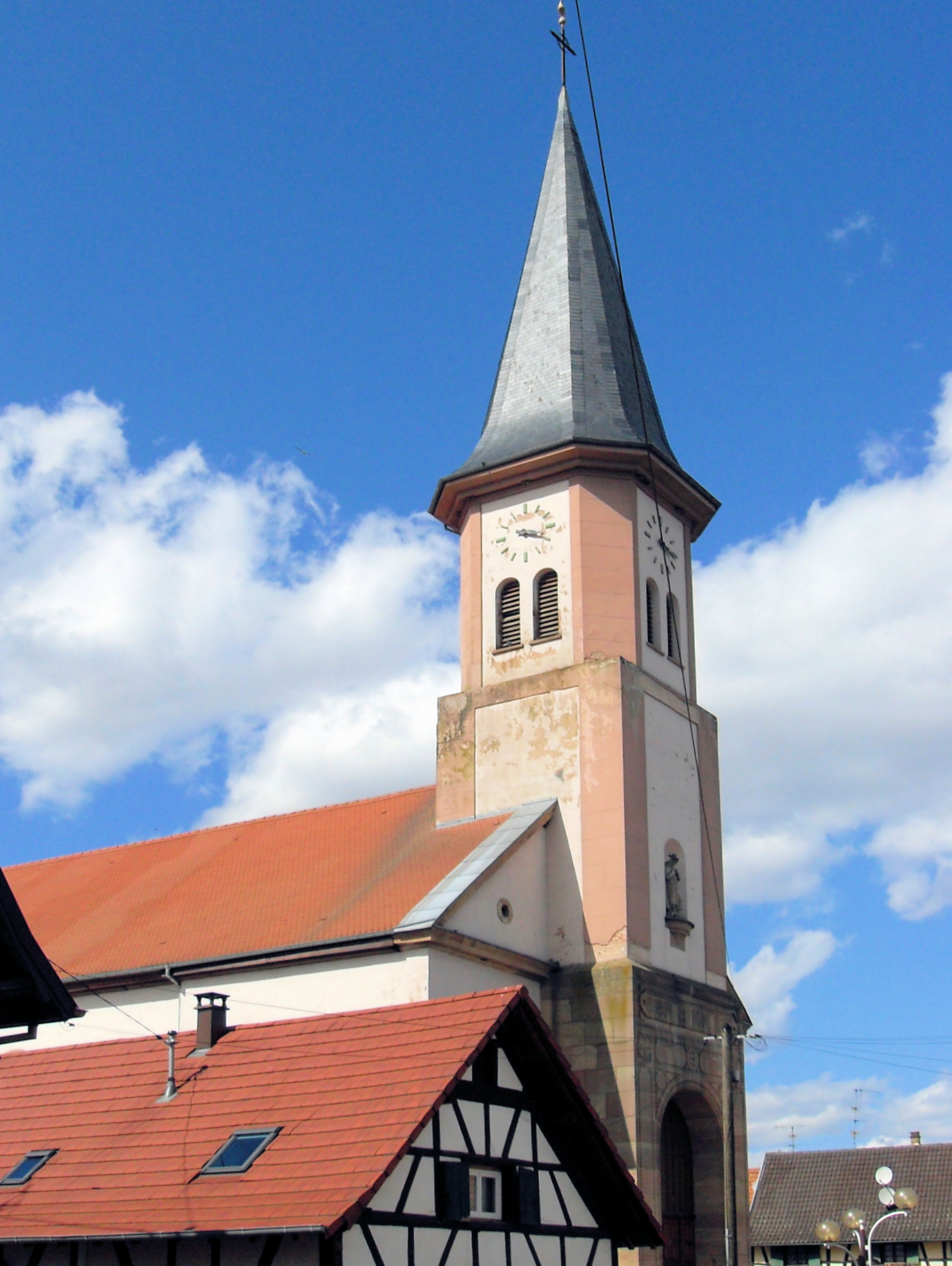
Église Saint-Wendelin

Le blason primitif du village est le « coutre de charrue posé en bande sur fond d'azur ». Mais la résonance « chevaline » l'a facilement emporté, même dans les documents officiels, puisque lors d'une grande entreprise d'abornement des limites communales, on a fait sculpter officiellement dans la pierre le fer à cheval pour marquer le côté Rossfeld. Plus d'une vingtaine de ces bornes au fer à cheval et portant les dates de 1746 ou 1747 en font foi aujourd'hui encore sur la limite orientale du ban. D'ailleurs l'imposant bâtiment de la mairie actuelle, construit en 1867, porte bien fièrement un grand fer à cheval sculpté dans sa façade.
Rossfeld, au point de vue politique, a toujours été une commune indépendante ; il n'en fut pas de même de la vie paroissiale où le village faisait longtemps partie de la paroisse voisine de Herbsheim.
- 
- En 1810, le conseil municipal obtient l'autorisation de construire une chapelle dans le cimetière au centre du village pour éviter aux habitants le trajet aller et retour à Herbsheim pour les offices.
- En 1820, Rossfeld devient paroisse indépendante rattachée au doyenné de Benfeld ; arrivée du premier curé-administrateur[21].
- En 1835, la commune fait construire le premier bâtiment public qui sera la mairie-école en vue de l'instruction des garçons et des filles ; une classe unique et mixte, mais ni obligatoire, ni gratuite.
- En 1838, le conseil municipal décide la construction d'une église, la chapelle existante ne pouvant recevoir que la moitié des paroissiens. Le village a 550 habitants (déc. du 4 nov. 1838).

La même année : suppression du pâturage communal (Allmend) de 20 ha par division en 133 lots qui seront retournés et loués presque gratuitement à chaque ménage. C'est l'origine des « Umbruch ». La coupe des très nombreux chênes du pâturage rapportera la somme de 35 518 F pour la construction de l'église qui coûtera 90 000 F (1er juin 1838).
- En 1841, le cimetière est transféré à la lisière ouest du village et la chapelle démolie.

Le conseil municipal vote la gratuité de l'enseignement primaire et la commune prend à sa charge l'écolage mensuel de 40 centimes que chaque écolier devait payer à l'instituteur. La moyenne des enfants scolarisés était de 95 à 105 en hiver, de 30 à 40 en été. (Ext. des déc. du C.M. du 18 nov. 1841).
- En 1842, la construction de l'église est réalisée rapidement grâce à l'aide bénévole de nombreux paroissiens de toutes les professions ; le couronnement sera l'acquisition d'un orgue neuf Stiehr en 1843 pour 10 000 F.
- En 1849, achat d'une maison avec jardin en vue d'en faire une école de filles ; celle-ci ouvrira ses portes en 1851 et sera dirigée jusqu'en 1877 par des sœurs de Ribeauvillé.
- En 1867, construction de l'imposant bâtiment de la mairie sur la rive gauche de la Zembs.
- En 1900, le pont de bois de la Zembs est remplacé par un pont de pierre.
- En 1901, la rue Principale est ré-empierrée ; les rigoles auront un nouveau tracé et les trottoirs seront bordés de pierres de taille.
- En 1912, fondation de la chorale Sainte-Cécile, sous l'impulsion du directeur d'école J. Ph. Witz et du curé Martin Blumstein arrivé dans la paroisse en juillet.
- En 1914, mobilisation et début de la Première Guerre mondiale.
- En 1918, Armistice et fêtes du retour de l'Alsace à la France.
- En 1921, érection du monument aux morts, en souvenir des vingt victimes de la Première Guerre mondiale et baptême de deux cloches en remplacement de celles qui avaient été enlevées par les Allemands pendant la guerre.
- En 1922, création du corps des sapeurs-pompiers de Rossfeld dont le premier chef de corps fut Alfred Hurstel, le forgeron du village.
- En 1939, Seconde Guerre mondiale suivie de l'occupation nazie en 1940 et de l'incorporation de force des jeunes Rossfeldois en 1942.
- En 1944, le 2 décembre ; ce dimanche matin, les troupes du général Leclerc libèrent rapidement le village ; mais le 9 janvier 1945, les troupes allemandes reprennent le village par la bataille de Rossfeld. Un tiers de la population a pu s'enfuir sous les bombardements pour se réfugier dans l'arrière-pays jusqu'au 29 janvier où le village sera libéré une seconde fois. Il y eut vingt victimes civiles et de nombreuses destructions. La reconstruction sera longue et difficile.

À ce sujet, lire l'article sur le site Internet de la Compagnie des chars de France Libre : bataille de Rossfeld
Extraits : Nous avons été particulièrement touché par l'accueil chaleureux de la Municipalité et de la population de Rossfeld. Le souvenir des combats de 1944 prélude à la délivrance y est reste très vivace. Nous avons voulu marquer notre passage a Rossfeld avec nos remerciements à Monsieur le maire en lui offrant un exemplaire de notre livre "Le chemin le plus long. Aussi nous reproduisons ces quelques pages où il est question des événements de décembre 1944 à Rossfeld.
- En 1947, le clocher, gravement atteint, sera abattu à la dynamite et reconstruit : l'église, restaurée, est bénite et rouverte au culte le 1er mai 1948.

### Héraldique
| Blason de Rossfeld | Blason  | D'azur au coutre de charrue d'argent posé en bande. |
| Blason de Rossfeld | Détails |                                                     |

## Politique et administration

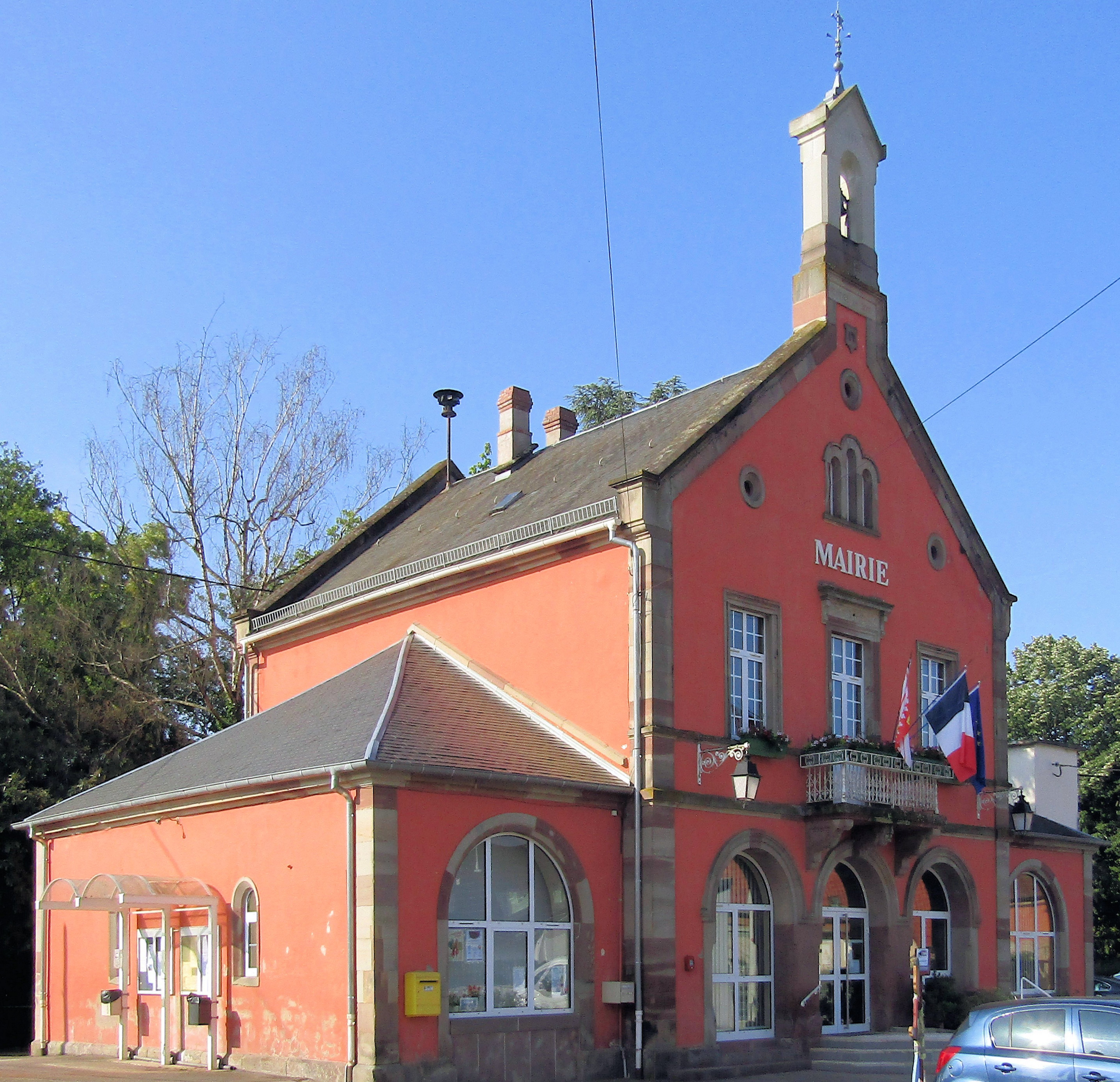
La mairie de Rossfeld.

| Période                                  | Période   | Identité           | Étiquette | Qualité |
| ---------------------------------------- | --------- | ------------------ | --------- | ------- |
| Juin 1995                                | Mars 2001 | Vincent Braun      |           |         |
| Mars 2001                                | Mai 2020  | Jean-Claude Rohmer |           |         |
| Mai 2020                                 | En cours  | Daniel Koehler     |           |         |
| Les données manquantes sont à compléter. |           |                    |           |         |

## Démographie
L'évolution du nombre d'habitants est connue à travers les recensements de la population effectués dans la commune depuis 1793. Pour les communes de moins de 10 000 habitants, une enquête de recensement portant sur toute la population est réalisée tous les cinq ans, les populations de référence des années intermédiaires étant quant à elles estimées par interpolation ou extrapolation. Pour la commune, le premier recensement exhaustif entrant dans le cadre du nouveau dispositif a été réalisé en 2004.

En 2022, la commune comptait 1 030 habitants, en évolution de +3,94 % par rapport à 2016 (Bas-Rhin : +3,17 %, France hors Mayotte : +2,11 %).
| 1793 | 1800 | 1806 | 1821 | 1831 | 1836 | 1841 | 1846 | 1851 |
| ---- | ---- | ---- | ---- | ---- | ---- | ---- | ---- | ---- |
| 320  | 342  | 410  | 479  | 540  | 556  | 551  | 538  | 612  |

| 1856 | 1861 | 1866 | 1871 | 1875 | 1880 | 1885 | 1890 | 1895 |
| ---- | ---- | ---- | ---- | ---- | ---- | ---- | ---- | ---- |
| 621  | 679  | 703  | 706  | 654  | 653  | 634  | 659  | 688  |

| 1900 | 1905 | 1910 | 1921 | 1926 | 1931 | 1936 | 1946 | 1954 |
| ---- | ---- | ---- | ---- | ---- | ---- | ---- | ---- | ---- |
| 698  | 673  | 686  | 629  | 643  | 614  | 622  | 618  | 658  |

| 1962 | 1968 | 1975 | 1982 | 1990 | 1999 | 2004 | 2006 | 2009 |
| ---- | ---- | ---- | ---- | ---- | ---- | ---- | ---- | ---- |
| 641  | 624  | 628  | 665  | 687  | 708  | 772  | 785  | 809  |

| 2014 | 2019  | 2022  | - | - | - | - | - | - |
| ---- | ----- | ----- | - | - | - | - | - | - |
| 966  | 1 024 | 1 030 | - | - | - | - | - | - |

## Personnalités liées à Rossfeld
- Adeline Vetter, élue Miss Alsace 2023[28] dimanche 10 septembre, deux jours après avoir obtenu son diplôme de docteur en pharmacie[29].
- Cédric Jaeg[30], conseiller du commerce extérieur de la France à Taiwan, nommé par Décret du Premier ministre le 4 août 2020[31] et renouvelé dans sa fonction le 26 juillet 2023[32].

## Lieux et monuments

### Ancien moulin
- parties constituantes : cour ; jardin
- époque de construction : 3e quart XVIIIe siècle
- année : 1767
- historique : ancien moulin dont ne subsiste que le logis daté de 1767, emblème de meunier
- gros œuvre : bois ; pan de bois
- couverture (matériau) : tuile plate
- étages : 1 étage carré ; étage de comble
- couverture (type) : toit à longs pans brisés ; croupe.

### Presbytère
- époque de construction : 2e quart XIXe siècle
- année : 1842
- auteur(s) : Antoine Ringeisen (architecte)
- historique : une église est attestée en 1758, mais elle existait certainement auparavant ; l'église actuelle est construite entre 1842 (inscription) et 1844 (plans de réception) par Antoine Ringeisen ; la tour actuelle conforme au relevé de Ringeisen est une restauration de 1951 consécutive aux dommages de guerre
- gros œuvre : grès ; moellon sans chaîne en pierre de taille ; pierre de taille ; enduit partiel
- couverture (matériau) : tuile plate ; ardoise.

### Ferme
- éléments remarquables : porte
- époque de construction : 2e quart XVIIIe siècle
- historique : logis construit en 1726 par Henri Botz : date sur la porte d'entrée sculptée ; porte piétonne datée 1742
- gros œuvre : bois ; pan de bois
- couverture (matériau) : tuile mécanique
- étages : 1 étage carré ; étage de comble
- décor : sculpture
- couverture (type) : toit à longs pans ; demi-croupe
- escaliers : escalier intérieur ; escalier en équerre
- typologie : pan de bois décoratif ; loggia de pignon ; cave haute à l'arrière

### Croix de chemin
- époque de construction : 1re moitié XVIIIe siècle ; 2e quart XIXe siècle
- auteur(s) : maître d'œuvre inconnu
- historique : croix vraisemblablement sculptée dans la 1re moitié du XVIIIe siècle par le maître anonyme dit du calvaire d'Eschau ; croix rénovée en 1843 par F. Schen, maire
- gros œuvre : grès
- décor : sculpture
- représentation : Christ en croix ; Vierge de Pitié

### Mairie
- année : 1867
- auteur(s) : maître d'œuvre inconnu
- gros œuvre : grès ; moellon
- couverture (matériau) : ardoise
- étages : 1 étage carré ; en rez-de-chaussée
- couverture (type) : toit à longs pans ; pignon découvert ; croupe
- escaliers : escalier intérieur ; escalier tournant à retours
- typologie : mairie à porche et balcon

### Tableau dans l'église
- matériaux : bois : taillé, doré ; toile (support) : peinture à l'huile
- dimensions : h = 6 ; la = 313 ; pr = 91
- iconographie : scène biblique (Assomption) figures bibliques (saint Joseph : Enfant Jésus)
- auteur(s) : Feuerstein Martin (peintre) et Vonhoff (peintre)
- lieu d'exécution : lieu d'exécution : Allemagne, Bavière, Munich
- date : 1843

### Maître-autel dans l'église
- matériaux : bois : taillé (décor en relief), peint (polychrome), doré
- dimensions : h = 335 ; la = 360 ; pr = 115
- iconographie : figures bibliques (Christ en croix, Bon Pasteur)
- ornementation (ornement à forme géométrique)
- auteur(s) : auteur inconnu
- date(s) : vers 1843
- historique : maître-autel probablement de 1843 comme les deux autels latéraux